# 高身鏟頜魚

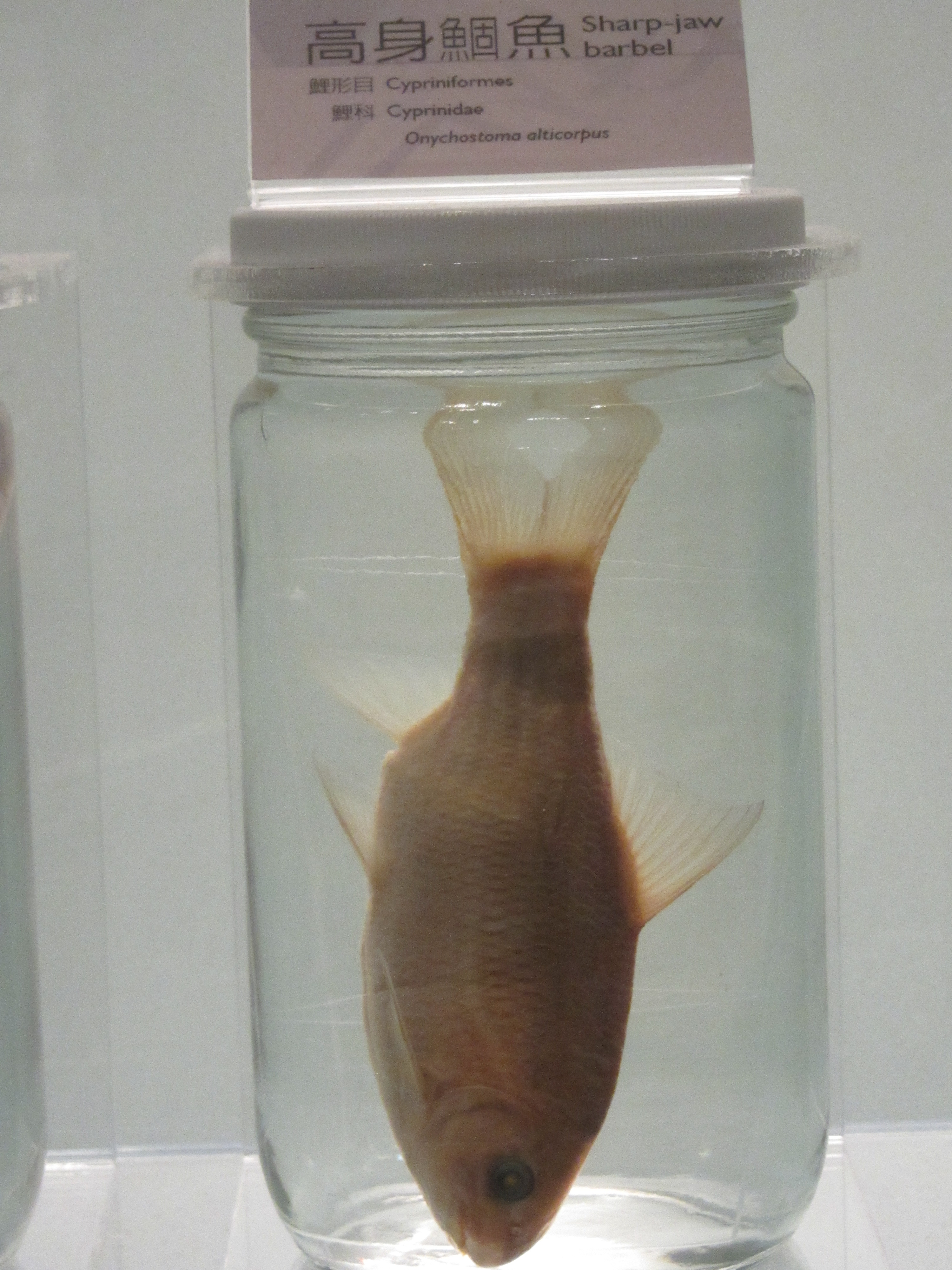

高身鏟頜魚，又名霞鮸、鮸仔、高身鯝魚、高體白甲魚、高身白甲魚或高體突吻魚，为輻鰭魚綱鯉形目鲤科的其中一種，是台灣特有的淡水魚類。本魚頭部短與頭頂凸狀；吻短與錐形；眼小的與廣闊地的眼間隔。沒有棘的背鰭，它的起源較接近吻尖而且與腹鰭的起源向前相對； 臀鰭基底鰭短與它的外緣截形。棲息於水流湍急、水量大、有巨石岩壁的溪流水域。以藻類及水生昆蟲為食。
體長20至30公分左右，體長可達50公分。有紀錄最高達58公分
分佈於台灣中部的大甲溪、台灣東部的卑南溪、太麻里溪及南部的高屏溪中游流。

## 保育工作的展開
- Froese, R. & Pauly, D. (eds.) (2011). Onychostoma alticorpus. FishBase. Version 2011-12.